# Aartsbisdom Toamasina
Het Aartsbisdom Toamasina (Latijn: Archidioecesis Toamasinensis; Merina: Arsidiosezin'i Toamasina; Frans: Archidiocèse de Toamasina) is een in Madagaskar gelegen rooms-katholiek aartsbisdom met zetel in de stad Toamasina. De aartsbisschop van Toamasina is metropoliet van de kerkprovincie Toamasina, waartoe ook de volgende suffragane bisdommen behoren:
- Bisdom Ambatondrazaka
- Bisdom Fenoarivo Atsinanana
- Bisdom Moramanga

## Geschiedenis
Op 18 juni 1935 scheidde paus Pius IX met de  apostolische constitutie Inter graviores gebiedsdelen af van het apostolisch vicariaat Fianarantsoa en Tananarive voor de oprichting van de apostolische prefectuur Vatomandry. Op 25 mei 1939 werd het gebied tot apostolisch vicariaat verheven en werd de naam veranderd in apostolisch vicariaat Tamatave.
Met de bul Dum tantis werd het vicariaat op 14 september 1955 tot bisdom verheven en suffragaan aan het aartsbisdom Tananarive. Op 11 december kwam het bisdom onder gezag van het aartsbisdom Antsiranana. Op 9 april werd het territorium van het bisdom verkleind ten behoeve van de oprichting van het bisdom Mananjary. Op 31 januari 1990 werd de naam van het bisdom veranderd in bisdom Toamasina. Op 26 februari 2010 werd het tot aartsbisdom verheven.

## Bisschoppen van Toamasina
- 1935-1957: Alain-Sébastien Le Breton SMM (tot 1939 als prefect van Vatomandry; tot 1955 als vicaris van Tamatave, vervolgens bisschop van Tamatave)
- 1957-1972: Jules-Joseph Puset SMM (bisschop van Tamatave)
- 1972-1989: Jérôme Razafindrazaka (bisschop van Tamatave)
- 1989-2008: René Joseph Rakotondrabé (tot 1990 bisschop van Tamatave, daarna bisschop van Toamasina)
- 2008-2010: Désiré Tsarahazana (vanaf 2010 aartsbisschop)

### Aartsbisschop
- 2010-heden: Désiré Tsarahazana (tot 2010 bisschop)